# Chotycze
Chotycze is een plaats in het Poolse district  Łosicki, woiwodschap Mazovië. De plaats maakt deel uit van de gemeente Łosice en telt 400 inwoners.